# Men (film 2022)
Men è un film del 2022 scritto e diretto da Alex Garland.

## Trama
Harper Marlowe va a trascorrere una vacanza da sola nel piccolo villaggio di Cotson, per riprendersi in seguito al suicidio del marito James. Nei flashback viene rivelato che Harper intendeva divorziare da lui, ma James era così contrariato da arrivare a minacciare di suicidarsi. Dopo che James la colpì, Harper lo chiuse fuori dall'appartamento, prima di vederlo cadere da un balcone del piano di sopra.
Arrivata alla spaziosa casa padronale che ha preso in affitto viene accolta dal suo proprietario Geoffrey. Successivamente va a fare una passeggiata nel bosco e si imbatte in un vecchio tunnel ferroviario in disuso, alla fine di esso appare una figura che inizia a camminare e poi a correre verso di lei. Scappando, Harper raggiunge un campo aperto, in cui scatta una foto a un edificio abbandonato, catturando inavvertitamente l'immagine di un uomo nudo in piedi che la fissa. Più tardi, durante una videochiamata con la sua amica Riley, nota l'uomo nel suo giardino e chiama la polizia, che interviene tempestivamente arrestando l'intruso.
Successivamente Harper visita una chiesa dove le immagini dell'Uomo Verde e di Sheela Na Gig sono scolpite su una fonte, quindi incontra un ragazzo che la invita a giocare a nascondino e che la offende dopo il suo rifiuto. Dopodiché si confida con il vicario che insinua che Harper potrebbe essere in parte responsabile della morte di James, poiché non gli ha permesso di scusarsi. Sconvolta si reca al pub del villaggio in cui c'è anche Geoffrey, poco dopo arriva il poliziotto e informa che l'uomo nudo è stato rilasciato in assenza di qualsiasi motivo legale per arrestarlo, con grande rammarico e incredulità della donna.
Harper contatta Riley per gli sviluppi della giornata e l'amica insiste per guidare fino al villaggio, in modo che Harper possa continuare le sue vacanze al cottage. Mentre Harper tenta di inviare l'indirizzo a Riley, il servizio del suo telefono cellulare si interrompe ripetutamente. Vede poi il poliziotto nel suo giardino, ma quando le luci tremolano si trasforma in uno degli avventori del pub che cerca di infilarsi all'interno della casa. Harper prende un coltello per difendersi, prima che una finestra in cucina si rompa. A questo punto arriva Geoffrey e scopre che la rottura della finestra è stata causata da un corvo, che sopprime rompendogli il collo. Mentre Geoffrey va in giardino per controllare la presenza di eventuali intrusi, si palesa l'uomo nudo che si mette a inseguire Harper. Quando questo cerca di allungare la mano attraverso la cassetta delle lettere nella porta d'ingresso, Harper lo pugnala al braccio, lui riesce a liberare il braccio, ma il coltello conficcato gli squarcia il braccio in due.
Sia il ragazzo che il vicario compaiono in casa, entrambi feriti in modo simile. Il vicario tenta di molestare Harper, ma lei lo pugnala allo stomaco e abbandona la casa. Durante il tentativo di fuga in auto Harper investe Geoffrey, che una volta rialzatosi mostra di avere anche lui il braccio squarciato. 
Geoffrey strattona Harper fuori dalla sua macchina, si mette alla guida e se ne va, salvo poi tornare indietro e cercare d'investirla finendo per schiantare l'auto contro un muro di pietra all'ingresso della casa. Appare nuovamente l'uomo nudo, ora in piena forma da Uomo Verde, con una caviglia gravemente rotta. L'uomo nudo partorisce violentemente il ragazzo, che a sua volta dà alla luce il vicario, poi Geoffrey e infine James. James ha il braccio squarciato perché quando si è suicidato il braccio gli è rimasto infilzato in un cancello di ferro.
James e Harper siedono su un divano, con lui che continua a incolparla per la propria morte. Quando Harper gli chiede che cosa infine voglia da lei, James risponde che vuole il suo amore. La mattina seguente arriva Riley, che si scopre essere incinta, dopo aver seguito una scia di sangue intorno alla proprietà trova Harper seduta in giardino, viva, che sorride per l'arrivo dell'amica.

## Promozione
Il primo trailer del film è stato diffuso il 9 febbraio 2022.

## Distribuzione
Il film è stato distribuito nelle sale cinematografiche statunitensi a partire dal 20 maggio 2022, mentre in quelle italiane dal 24 agosto dello stesso anno.

## Accoglienza

### Critica
La rivista Best Movie ha posizionato il film al ventunesimo posto dei migliori del 2022. Sentieri Selvaggi dà invece un voto di tre stelle su cinque, motivando cosi: "non il miglior Garland, ma comunque la prosecuzione di un discorso ancora da scrivere e di tracce da seguire"

## Riconoscimenti
- 2023 - Critics Choice Super Awards[5]
  - Candidatura per il miglior attore in un film horror a Rory Kinnear
  - Candidatura per la miglior attrice in un film horror a Jessie Buckley